# Turbożagiel

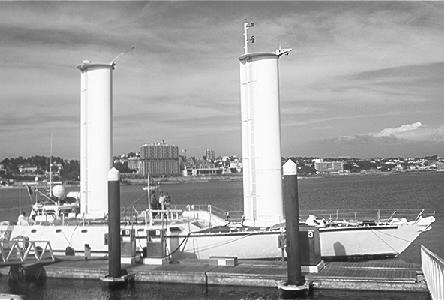
Alcyone

Turbożagiel – rodzaj napędu statków morskich będących wynikiem poszukiwań nowego „ekologicznego” napędu przez Jacques-Yves Cousteau dla jego  kolejnego statku badawczego. Wynalazek został opracowany w 1980 roku pod kierownictwem profesora Luciena Malavarda z Uniwersytetu Piotra i Marii Curie w Paryżu. Napęd powstał w oparciu o rotor Flettnera oraz wykorzystanie efektu Magnusa. System napędowy wyposażony w dwa turbożagle został zainstalowany na zwodowanym w 1985 roku w stoczni La Rochelle-Pallice półkatamaranie Alcyone o kadłubie wykonanym w całości ze stopów aluminium.
Turbożagiel składa się z dużej pionowej owalnej tuby o przekroju lotniczym z ruchomą klapą poprawiająca rozdział między zewnętrzną i wewnętrzną częścią łuku. W przeciwieństwie do rotora Flettnera turbożagiel nie wiruje podczas pracy, a jego ustawienie osiowe dopasowane jest do chwilowego względnego kierunku wiatru. Na szczycie cylindra ulokowany jest wentylator (ekshaustor), który zasysa powietrze przez otwarte dwie perforowane szczeliny przebiegające wzdłuż całej wysokości cylindra po stronie spływowej profilu. Powstający na profilu opływ powietrza podobny do uzyskiwanego w rotorze Flettnera powoduje powstanie siły napędzającej statek. Powstała w ten sposób siła napędowa jest mniejsza od siły, która może powstać na wirującym walcu, jednak jest ona uzyskiwana na nieruchomym pędniku o powierzchni kilkakrotnie mniejszej od powierzchni zmodernizowanych żagli.